# Lys på floden
Lys på floden (russisk: Огни на реке) er en sovjetisk børne-/ungdomskomediefilm fra 1953 instrueret af Viktor Ejsymont. Filmen er baseret på romanen af den sovjetiske forfatter Nikolaj Dubov.

## Handling
En almindelig skoledreng fra Kijev, Kostja, kommer i sin sommerferie på besøg hos sin onkel, der arbejder som bøjemand ved floden Dnepr. Senere bliver Kostja venner med lokale børn, lærer meget om livet på landet, og hjælper sin onkel med at forhindre at skibet synker.

## Medvirkende
- Valerij Pastukh som Kostja
- Nina Sjorina som Njura
- Aleksandr Kopelev som Misja
- Fedja Severin som Timosja
- Ljosja Kozlovskij som Jegorka